# Dry & Heavy
Dry & Heavy é uma banda  japonesa de dub e reggae, formada em em 1991 pelo baterista Shigemoto Nanao (Dry) e o baixista  Takeshi Akimoto (Heavy). Seus nomes vem do álbum de Burning Spear de 1977. O grupo que gravou o álbum Dry & Heavy se juntou em 1995, com Naoki Uchida nos controles de efeitos, Mitsuhiro Toike nos teclados, Kei Horiguchi na guitarra e o duo vocal Likkle Mai e Ao Inoue.
A banda foi influenciada pelo dub  jamaicano dos anos 1970 de artistas como King Tubby, Lee "Scratch" Perry e outros.
Emn 2001, durante o Fuji Rock (o maior festival de música do Japão), o membro e fundador Takeshi Akimoto (Heavy) anunciou que estava deixando o grupo. Na época o baixista do Audio Active, Pata, o  substitui.  Takeshi Akimoto era o baixista membro do Audio Active e Shigemoto Nanao o antigo baterista da mesma banda.
Com aparições nos maiores festivais japoneses de rock e reggae, a banda obteve sucesso no Reino Unido, França e Suiça. Fizeram parte do Reading and Leeds Festival e do Womad Festivals em Hanover, além de se apresentarem na Alemanha com o Asian Dub Foundation e Buju Banton. Também tocaram em Hong Kong com o Primal Scream e Adrian Sherwood, e criaram seu próprio festiva de dub no Japão, o Echomaniacs. Se apresentaram no festival Adrian Sherwood, Andrew Weatherall, Dennis Bovell e 3 Head. Dry & Heavy tocou no festival ao lado de Lee Perry, Horace Andy, Jah Shaka e Mad Professor.
Em 2015, a banda lançou um novo álbum de estúdio,  In Time com Takeshi Akimoto de volta a formação.

## Membros
- Shigemoto Nanao: bateria
- Takeshi Akimoto: baixo

### Ex-membros
- Pata: baixo
- Likkle Mai: Vocal
- Ao Inoue: Vocal
- Mitsuhiro Toike: teclados
- The K: guitarra
- Naoyuki Uchida: Dub Control

## Discografia
- Dry & Heavy (1997)

1. Law of the Jungle
2. Runs Good
3. Flash Flood
4. I'm A Likkle Lioness
5. Steppin' Out
6. Strange Flute
7. Bow and Arrow
8. Meditate Rocka
9. Mighty Gun
- One Punch (1999)

1. Mr. Blueflame
2. T.K.O.
3. Triumph
4. Harmony
5. Lost World
6. Say No More
7. Don't Give Up Your Fight
8. Herbal Wise
9. Night Flight
10. Gassy Disco
11. The Athlete
- Full Contact (2000)

1. Dawn Is Breaking
2. Heavy Special
3. Knife
4. King Cobra Syle
5. Rumble
6. Love Explosion
7. Love Explosion Version
8. Private Plan
9. Life In The Jungle
10. Less Is More
11. Less Is More Version
12. The Smoker's Cough
13. Landing
- King Jammy meets Dry and Heavy in the Jaws of the Tiger (2000)

1. Do Dub Up Your fight
2. Rumble Dub
3. Dub World
4. Radical Dubber
5. Mr. Dub
6. Breaking Dub
7. Private Plan Dub
8. Harmony Dub
9. Night Flight Dub
10. Tiger Claw Dub
11. Less Is Dub
12. Love Explosion Dub
- From Creation[2] (2002)

1. Reverse Again
2. New Creation
3. Strictly Baby
4. Show A Fine Smile
5. Silent Drive
6. Watch Your Step
7. Kombu
8. The Dog And The Chicken
9. Don't Make The Children Cry
10. Riders On The Storm
11. Right Track
12. Bright Shining Star
- Dub Creation (2002)
- In Time (2015)